# ستيفان موتشيو
ستيفان موتشيو هو ملحن ومنتج وعازف بيانو ومنظم وقائد وفنان تسجيل حصل على جائزة جرامي وجائزة الأوسكار.  شارك في كتابة وإنتاج شارات النهاية لـ خمسين ظل من جراي والموسيقى التصويرية الخاصة به: " Earned It " (The Weeknd) و " I Know You " ( سكايلر غري ). شارك في كتابة أغنية سيلين ديون "A New Day Has Come" مع ألدو نوفا، والتي وصلت واحتلت المرتبة الأولى على مخطط Billboard AC لمدة 21 أسبوعًا محطمة للأرقام القياسية. كما شارك في كتابة أغنية " ريكينغ بول" المنفردة لمايلي سايروس من ألبومها Bangerz لعام 2013. من أجل دورة الألعاب الأولمبية الشتوية في فانكوفر 2010 ، شارك موتشيو في كتابة الأغنية الرئيسية "I Believe" التي أدتها نيكي يانوفسكي . لقد تعاون مع قائمة متنوعة من الفنانين بما في ذلك، أفريل لافين ، سيل ، دوا ليبا ، إيلي جولدينج ، شافر "ني يو" سميث ، جيمس بلانت ، جايسون ديرولو ، جيمي كولوم ، بي وينانز ‏ ، جون بيليون ، بالوما فيث ، جوردان سميث ، فيرجي ، Boi-1da ، كمؤلف أغاني وموسيقي ومنتج.

## النشأة
ولد ستيفان موتشيو لأب إيطالي كندي وأم فرنسية كندية. يجيد موتشيو اللغتين الإنجليزية والفرنسية. نشأ في شلالات نياجرا ، بدأ موتشيو دراسته للبيانو في سن الثالثة. يتأثر أسلوبه الموسيقي ومفرداته الموسيقية بأنواع الموسيقى الكلاسيكية والجاز والبوب والهيب هوب والبلوز والرقص .

## روابط خارجية
- موقع رسمي